# GHOST (GACKTの曲)
『GHOST』（ゴースト）は、2009年1月21日、および2009年1月28日にGacktが発表した楽曲、および同曲を収録したシングル。通算29枚目のシングルである。

## 概要
- 前作『Jesus』から1か月後にリリースされ、2か月連続のシングルリリースとなった。
- 前作と同様に、ファンクラブ「Dears」会員を対象に公式サイト上で、「GHOST」のビデオクリップを収録したDVD付限定盤が販売された。

## 収録曲

### CD
1. GHOST
  - 作詞：Gackt.C、作曲：Gackt.C

海外ドラマ『ターミネーター サラ・コナー・クロニクルズ』主題歌。
Gacktの楽曲では初めてエレクトロニカを前面に押し出したもので、ロックとテクノの要素を融合させたサウンドに仕上がっている。
PVではターミネーターに扮したGacktがロボットダンスを披露しているが、これはCGではなく本当に踊っている。「（PVの映像は）CGではないか」と言われたことに対してGacktは、「僕はダンスが踊れないと思っている人がいるみたいだ」と語っている。また、ターミネーター サラ・コナー・クロニクルズの映像も使用されている。なお、YouTubeにて公開されているものは本作の限定盤に収録されているものと同様のもので、後にベストアルバム『BEST OF THE BEST vol.1 -MILD-』のDVDに収録されたものは、ターミネーター サラ・コナー・クロニクルズの映像が差し替えられた別バージョンのものとなっている。
2. Blue Lagoon 〜深海〜
  - 作詞：Gackt.C、作曲：Gackt.C
3. GHOST (Instrumental)
4. Blue Lagoon 〜深海〜 (Instrumental)

### 初回限定盤 DVD
1. GHOST PV

## 楽曲の収録アルバム
- RE:BORN (#1、#2)
- THE ELEVENTH DAY 〜SINGLE COLLECTION〜 (#1)
- BEST OF THE BEST vol.1 -MILD- (#1)